# Nanochromis transvestitus
Nanochromis transvestitus е вид лъчеперка от семейство Цихлиди (Cichlidae). Видът е застрашен от изчезване.

## Разпространение
Разпространен е в Демократична република Конго.